# Nuriddin Davronov
Nuriddin Davranov (Dusambé, Unión Soviética, 16 de enero de 1991) es un futbolista tayiko, que juega como delantero en el FC Istiklol de la Liga de fútbol de Tayikistán.

## Selección nacional

### Participaciones en Copas del Mundo
| Mundial                     | Sede          | Resultado        | Partidos | Goles |
| --------------------------- | ------------- | ---------------- | -------- | ----- |
| Copa Mundial Sub-17 de 2007 | Corea del Sur | Octavos de final | 4        | 2     |

## Clubes
| Club               | País       | Año    |
| ------------------ | ---------- | ------ |
| Energetik Dushanbe | Tayikistán | 2007   |
| Lokomotiv Moscú    | Rusia      | 2008   |
| FC Istiklol        | Tayikistán | 2009   |
| Energetik Dushanbe | Tayikistán | 2010   |
| FC Istiklol        | Tayikistán | 2010 - |